# Gea nilotica
Gea nilotica là một loài nhện trong họ Araneidae.
Loài này thuộc chi Gea. Gea nilotica được Eugène Simon miêu tả năm 1906.